# Milan Galić
Milan Galić (Servisch: Милан Галић) (Bosansko Grahovo, 8 maart 1938 – Belgrado, 13 september 2014) was een Joegoslavisch-Servisch voetballer. Hij speelde als aanvaller gedurende zijn carrière, en kwam uit voor Partizan Belgrado, Standard Luik en Stade Reims. Galić won met Joegoslavië de gouden medaille bij de Olympische Spelen van 1960 in Rome, Italië. Hij kwam tot 51 interlands (37 doelpunten) in de periode 1959–1965 voor zijn vaderland. Een van die doelpunten scoorde hij in de finale van het EK in 1960. Joegoslavië verloor echter de finale met 2–1 van de Sovjet-Unie.